# Giải vô địch bóng đá nữ châu Á 1981
Giải vô địch bóng đá nữ châu Á 1981 diễn ra tại Hồng Kông từ 7 tháng 6 đến 17 tháng 6 năm 1981. Đội tuyển vô địch là Trung Hoa Đài Bắc sau khi đánh bại Thái Lan trong trận chung kết.

## Vòng bảng

### Bảng A
| Đội         | Tr | T | H | B | BT | BB | HS  | Đ |
| ----------- | -- | - | - | - | -- | -- | --- | - |
| Ấn Độ       | 3  | 2 | 1 | 0 | 13 | 0  | +13 | 5 |
| Hồng Kông   | 3  | 2 | 1 | 0 | 3  | 0  | +3  | 5 |
| Singapore   | 3  | 1 | 0 | 2 | 4  | 7  | −3  | 2 |
| Philippines | 3  | 0 | 0 | 3 | 1  | 14 | −13 | 0 |

| Hồng Kông                          | 2 − 0 | Philippines |
| ---------------------------------- | ----- | ----------- |
| Wong Mei-Yee 3' · Tao Kwai-Mui 17' |       |             |

| Ấn Độ | 5 − 0 | Singapore |
| ----- | ----- | --------- |
|       |       |           |

| Hồng Kông            | 1 − 0 | Singapore |
| -------------------- | ----- | --------- |
| Cheung Suet-Ping 13' |       |           |

| Ấn Độ | 8 − 0 | Philippines |
| ----- | ----- | ----------- |
|       |       |             |

| Hồng Kông | 0 − 0 | Ấn Độ |
| --------- | ----- | ----- |
|           |       |       |

| Singapore | 4 − 1 | Philippines |
| --------- | ----- | ----------- |
|           |       |             |

### Bảng B
| Đội               | Tr | T | H | B | BT | BB | HS  | Đ |
| ----------------- | -- | - | - | - | -- | -- | --- | - |
| Đài Bắc Trung Hoa | 3  | 3 | 0 | 0 | 14 | 0  | +14 | 6 |
| Thái Lan          | 3  | 2 | 0 | 1 | 5  | 3  | +2  | 4 |
| Nhật Bản          | 3  | 1 | 0 | 2 | 1  | 3  | −2  | 2 |
| Indonesia         | 3  | 0 | 0 | 3 | 0  | 14 | −14 | 0 |

| Đài Bắc Trung Hoa | 1 − 0 | Nhật Bản |
| ----------------- | ----- | -------- |
| Liu Yu-Chu 39'    |       |          |

| Thái Lan | 3 − 0 | Indonesia |
| -------- | ----- | --------- |
|          |       |           |

| Đài Bắc Trung Hoa | 10 − 0 | Indonesia |
| ----------------- | ------ | --------- |
|                   |        |           |

| Thái Lan | 2 − 0 | Nhật Bản |
| -------- | ----- | -------- |
|          |       |          |

| Đài Bắc Trung Hoa | 3 − 0 | Thái Lan |
| ----------------- | ----- | -------- |
|                   |       |          |

| Nhật Bản | 1 − 0 | Indonesia |
| -------- | ----- | --------- |
|          |       |           |

## Vòng đấu loại trực tiếp
|  | Bán kết           | Bán kết           |               |   | Chung kết | Chung kết |
|  |                   |                   |               |   |           |           |
|  | 15 tháng 6        |                   |               |   |           |           |
|  |                   |                   |               |   |           |           |
|  | Thái Lan          | 1                 |               |   |           |           |
|  | Thái Lan          | 1                 | 17 tháng 6    |   |           |           |
|  | Ấn Độ             | 0                 |               |   |           |           |
|  | Ấn Độ             | 0                 | Thái Lan      | 0 |           |           |
|  | 15 tháng 6        |                   | Thái Lan      | 0 |           |           |
|  |                   | Đài Bắc Trung Hoa | 5             |   |           |           |
|  | Hồng Kông         | Đài Bắc Trung Hoa | 5             | 0 |           |           |
|  | Hồng Kông         |                   |               | 0 |           |           |
|  | Đài Bắc Trung Hoa | 1                 |               |   |           |           |
|  | Đài Bắc Trung Hoa | 1                 | Tranh hạng ba |   |           |           |
|  |                   |                   |               |   |           |           |
|  | 17 tháng 6        |                   |               |   |           |           |
|  |                   |                   |               |   |           |           |
|  | Hồng Kông         | 0                 |               |   |           |           |
|  | Hồng Kông         | 0                 |               |   |           |           |
|  | Ấn Độ             | 2                 |               |   |           |           |

### Bán kết
| Thái Lan              | 1 – 0 | Ấn Độ |
| --------------------- | ----- | ----- |
| Budsara Rungsawai 50' |       |       |

| Hồng Kông | 0 – 1 | Đài Bắc Trung Hoa |
| --------- | ----- | ----------------- |
|           |       | Chu Đài Anh 37'   |

### Tranh hạng ba
| Hồng Kông | 0 – 2 | Ấn Độ                                   |
| --------- | ----- | --------------------------------------- |
|           |       | Shukla Dutta 25' · Socorina Pereira 51' |

### Chung kết
| Thái Lan | 0 – 5 | Đài Bắc Trung Hoa                                                 |
| -------- | ----- | ----------------------------------------------------------------- |
|          |       | Chao Feng-Ying 1', 20' · Chen Hsiu-Jung 5' · Chu Đài Anh 11', 50' |